# ساتياجيت داس
ساتياجيت داس (بالإنجليزية: Satyajit Das)‏ هو مصرفي أسترالي، ولد في 1957 في كلكتا في الهند.